# 釋普喜
釋普喜（生卒年不詳），號吉祥，山東人士，元朝鎮江普照寺沙門，唯識宗高僧。

## 生平
普喜法師山東人，身材高大消瘦，面色黝黑，形似印度僧。年輕時，懇求父母允許他出家，但遭到父母的責備，以不孝有三、無後為大拒絕了他的請求。於是他便遵從父母之命，娶妻生了兩個孩子後，才得以如願出家為僧。。
普喜法師出家後，精研《唯識》、《因明》及《瑜伽師地論》等法相宗經論。在元世祖至元二十五年（1288年），下詔江淮地區建立御講所三十六所，普喜法師是御講主講師之一，住持鎮江普照寺。法師在升座說法之餘，每日誦《大華嚴經》十卷為日常功課。。
當時，雲南端無念法師是唯識巨匠，天下無人出其右，常與普喜法師辯論法理，偶有法義上的缺失，法師便以正理補充，令端無念法師心悅誠服。
普喜法師圓寂後，火化荼毘燒出非常多舍利子，門下弟子將其靈骨與舍利子納於漆盒中收藏供奉，經過了二十多年，才於丹徒（今中國江蘇省丹徒區）的雩山建塔。在奉法師舍利入塔時，打開漆盒一看，發現普喜法師的舍利沾著漆函的內襯絲綢非常的細密，一觸摸便放出熠熠的光芒，這一聖蹟讓鎮江居民大為驚嘆，爭相恭請畫像祭祠供奉，敬稱為「吉祥佛雲」。。